# Johann Lucas Boër
Lucas Johann Boër vagy Ludwig Johann Boër, eredetileg Johann Lucas Boogers, magyarosan Boër Lukács János (Uffenheim, Ansbach grófság, 1751. április 20. – Alsergrund, 1835. január 19.) német orvos.

## Élete
A würzburgi egyetemen tanult, 1771-ben költözött Bécsbe. II. József császár háziorvosa volt, szülészként is dolgozott. Az 1788-as évet a brit szigeteken töltötte, ahol Denman, Osborn, Hamilton és White gyógymódjait tanulmányozta, majd ezeket a doktrínákat Bécsben is bemutatta. Az orvosi praxis mellett tanítással is foglalatoskodott, több külföldi tudós társaságnak is tagja volt. 1822-ben vonult nyugalomba.

## Munkái
- Naturalis medicinae obstetriciae libri septem. Viennae, 1812.
- Supplementum in L. J. Boëri naturalis medicinae obstetriciae libros septem. Uo. 1826.